# Susanne un jour
Susanne un jour est un poème en langue française de Guillaume Guéroult (1507–1569). Le texte s'inspire de l'histoire de Suzanne, dans le livre de Daniel. Le poème est publié en 1548 à Lyon dans le Premier livre de chansons spirituelles, fréquemment réédité au cours de la deuxième moitié du XVIe siècle.
Didier Lupi Second le met en musique avant 1560 ; cette version connaît un grand succès, et le texte est adapté par de nombreux autres compositeurs jusqu'au milieu du XVIIe siècle. On en connaît une quarantaine de versions, pour voix et pour instruments (notamment pour le luth) par une trentaine de compositeurs différents : Roland de Lassus, Cyprien de Rore, Jean de Castro, Pierre Certon, Manuel Rodrigues Coelho, Andrea Gabrieli, Nicolas Millot, François Roussel, Noé Faignient, Gerardus van Turnhout, Didier Le Blanc, Jean Servin, Paschal de l'Estocart, Alfonso Ferrabosco, André Pevernage, Eustache Du Caurroy, Thomas Champion, Jan Pieterszoon Sweelinck, Claude Le Jeune, Bernhard Jobin, Elias Mertel, Jean-Baptiste Besard, Emanuel Adriaenssen, Giovanni Antonio Terzi, Sixtus Kärgel, Guillaume Morlaye,, Giovanni Bassano, Girolamo Dalla Casa, Francesco Rognoni.
Lassus s'inspire également du thème de la chanson dans la version de Lupi pour sa Missa ad imitationem moduli Susanne un jour.

## Texte
Suzanne un jour d'amour sollicitée

Par deux vieillards convoitant sa beauté

Fut en son cœur triste et déconfortée

Voyant l'effort fait à sa chasteté.

Elle leur dit : si par déloyauté

De ce corps mien vous avez jouissance,

C'est fait de moi ! Si je fais résistance,

Vous me ferez mourir en déshonneur :

Mais j'aime mieux périr en innocence

Que d'offenser par péché le Seigneur.

## «Réponse»
Quelques années plus tard, Guillaume Guéroult écrivit une « réponse » à sa Suzanne, un poème consacré à Judith et commençant par Judith une nuit... Il a été mis en musique par Antoine de Hauville dans sa Lyre chrestienne (Lyon : Simon Gorlier, 1560).

### Partitions
- « Susanne un jour, de Ferrabosco l'Ancien » (partition libre de droits), sur l'IMSLP.
- « Susanne un jour, de Gabrieli » (partition libre de droits), sur l'IMSLP.
- « Susanne un jour, de Paschal de l'Estocart » (partition libre de droits), sur l'IMSLP.
- « Susanne un jour, de Lassus » (partition libre de droits), sur l'IMSLP.
- « Missa Susanne un jour, de Lassus » (partition libre de droits), sur l'IMSLP.
- « Susanne un jour, de Lejeune » (partition libre de droits), sur l'IMSLP.
- « Susanne un jour, de Lupi Second » (partition libre de droits), sur l'IMSLP.
- « Susanne un jour, de Millot » (partition libre de droits), sur l'IMSLP.
- « Susanne un jour, de Servin » (partition libre de droits), sur l'IMSLP.
- « Susanne un jour, de Sweelinck » (partition libre de droits), sur l'IMSLP.
- « Susanne un jour, de Turnhout » (partition libre de droits), sur l'IMSLP.